# Батлер (округ, Огайо)
Округ Батлер (англ. Butler County) располагается в штате Огайо, США. Официально образован 1 мая 1803 года. По состоянию на 2010 год, численность населения составляла 368 130 человек.

## География
По данным Бюро переписи США, общая площадь округа равняется 1 217,638 км2, из которых 1 209,687 км2 суша и 7,977 км2 или 0,660 % это водоёмы.

## Население
По данным переписи населения 2000 года в округе проживает 332 807 жителей в составе 123 082 домашних хозяйств и 87 880 семей. Плотность населения составляет 275,00 человек на км2. На территории округа насчитывается 129 793 жилых строений, при плотности застройки около 107,00-ми строений на км2. Расовый состав населения: белые — 91,20 %, афроамериканцы — 5,27 %, коренные американцы (индейцы) — 0,21 %, азиаты — 1,55 %, гавайцы — 0,03 %, представители других рас — 0,62 %, представители двух или более рас — 1,13 %. Испаноязычные составляли 1,43 % населения независимо от расы.
В составе 35,50 % из общего числа домашних хозяйств проживают дети в возрасте до 18 лет, 57,00 % домашних хозяйств представляют собой супружеские пары проживающие вместе, 10,70 % домашних хозяйств представляют собой одиноких женщин без супруга, 28,60 % домашних хозяйств не имеют отношения к семьям, 22,70 % домашних хозяйств состоят из одного человека, 7,60 % домашних хозяйств состоят из престарелых (65 лет и старше), проживающих в одиночестве. Средний размер домашнего хозяйства составляет 2,61 человека, и средний размер семьи 3,07 человека.
Возрастной состав округа: 25,90 % моложе 18 лет, 11,90 % от 18 до 24, 29,80 % от 25 до 44, 21,70 % от 45 до 64 и 21,70 % от 65 и старше. Средний возраст жителя округа 34 лет. На каждые 100 женщин приходится 95,30 мужчин. На каждые 100 женщин старше 18 лет приходится 92,20 мужчин.
Средний доход на домохозяйство в округе составлял 47 885 USD, на семью — 57 513 USD. Среднестатистический заработок мужчины был 42 052 USD против 27 602 USD для женщины. Доход на душу населения составлял 22 076 USD. Около 5,40 % семей и 8,70 % общего населения находились ниже черты бедности, в том числе — 9,10 % молодежи (тех, кому ещё не исполнилось 18 лет) и 7,00 % тех, кому было уже больше 65 лет.